# Gran Premio de Checoslovaquia de Motociclismo de 1978
El Gran Premio de Checoslovaquia de Motociclismo de 1978 fue la decimosegunda prueba de la temporada 1978 del Campeonato Mundial de Motociclismo. El Gran Premio se disputó el 27 de agosto de 1978 en el Circuito de Brno.

## Resultados 350cc
Gracias a la victoria en esta Gran Premio, sexta de la temporada para él, el sudafricano Kork Ballington afianza más su dominio en la categoría, a pesar de que ya tiene el título en el bolsillo. Ballington se impuso a su compañero de equipo, el australiano Gregg Hansford, que a duras penas pudo conservar la segunda posición de los ataques del francés Michel Rougerie.
| Pos. | Piloto             | Equipo     | Tiempo    | Pts. |
| ---- | ------------------ | ---------- | --------- | ---- |
| 1    | Kork Ballington    | Kawasaki   | 51:22.59  | 15   |
| 2    | Gregg Hansford     | Kawasaki   | +2.32     | 12   |
| 3    | Michel Rougerie    | Yamaha     | +18.43    | 10   |
| 4    | Jon Ekerold        | Yamaha     | +28.96    | 8    |
| 5    | Paolo Pileri       | Morbidelli | +32.18    | 6    |
| 6    | Takazumi Katayama  | Yamaha     | +33.24    | 5    |
| 7    | Anton Mang         | Kawasaki   | +35.70    | 4    |
| 8    | Tom Herron         | Yamaha     | +40.43    | 3    |
| 9    | Pentti Korhonen    | Yamaha     | +50.13    | 2    |
| 10   | Raymond Roche      | Yamaha     | +50.59    | 1    |
| 11   | Guy Bertin         | Yamaha     | +1:26.54  |      |
| 12   | Olivier Chevallier | Yamaha     | +1:37.59  |      |
| 13   | Bruno Kneubühler   | Yamaha     | +1:55.60  |      |
| 14   | Adelio Faccioli    | Yamaha     | +2:08.82  |      |
| 15   | Harald Merkl       | Yamaha     | +2:24.23  |      |
| 16   | Seppo Rossi        | Yamaha     | +3:12.77  |      |
| 17   | Jean-Claude Hogrel | Yamaha     | +3:15.62  |      |
| 18   | Edi Stöllinger     | Yamaha     | +3:16.10  |      |
| 19   | Carlos Lavado      | Yamaha     | +6:49.57  |      |
| 20   | Yoshimi Matsumoto  | Yamaha     | +1 Vuelta |      |
| 21   | Michael Schmid     | Yamaha     | +1 Vuelta |      |
| 22   | Kuno Johansson     | Yamaha     | +1 Vuelta |      |
| Ret  | Franco Uncini      | Yamaha     | Ret       |      |
| Ret  | Richard Hubin      | Yamaha     | Ret       |      |
| Ret  | Patrick Fernandez  | Yamaha     | Ret       |      |
| Ret  | Vic Soussan        | Yamaha     | Ret       |      |
| Ret  | Sauro Pazzaglia    | Yamaha     | Ret       |      |
| Ret  | Roland Freymond    | Yamaha     | Ret       |      |

## Resultados 250cc
El cuarto de litro es la única categoría aún pendiente de campeón. En todo caso el sudafricano Kork Ballington se acerca al título con una victoria en este Gran Premio sobre su máximo rival y compañero de equipo Gregg Hansford, que fue segundo.
| Pos. | Piloto              | Moto            | Tiempo   | Pts. |
| ---- | ------------------- | --------------- | -------- | ---- |
| 1    | Kork Ballington     | Kawasaki        | 45:18.37 | 15   |
| 2    | Gregg Hansford      | Kawasaki        | +16.24   | 12   |
| 3    | Mario Lega          | Morbidelli      | +22.41   | 10   |
| 4    | Patrick Fernandez   | Yamaha          | +31.09   | 8    |
| 5    | Jon Ekerold         | Yamaha          | +31.37   | 6    |
| 6    | Raymond Roche       | Yamaha          | +1:10.83 | 5    |
| 7    | Vic Soussan         | Yamaha          | +1:16.36 | 4    |
| 8    | Walter Villa        | Harley-Davidson | +1:19.66 | 3    |
| 9    | Franco Uncini       | Yamaha          | +1:27.88 | 2    |
| 10   | Anton Mang          | Kawasaki        | +1:32.44 | 1    |
| 11   | Guy Bertin          | Yamaha          | +1:33.15 |      |
| 12   | Edi Stöllinger      | Kawasaki        | +1:34.23 |      |
| 13   | Marc Fontan         | Yamaha          | +1:34.77 |      |
| 14   | Jacques Cornu       | Yamaha          | +2:06.73 |      |
| 15   | Olivier Chevallier  | Yamaha          | +2:07.32 |      |
| 16   | Grunwald Harfmann   | Yamaha          | +2:12.01 |      |
| 17   | Dave Hickman        | Jawa            | +2:12.57 |      |
| 18   | Bernd Tügethal      | Yamaha          | +2:21.48 |      |
| 19   | Seppo Rossi         | Yamaha          | +2:22.01 |      |
| 20   | Harald Merkl        | Yamaha          | +2:30.92 |      |
| 21   | Giovanni Pelletier  | Yamaha          | +2:43.95 |      |
| 22   | Thierry Laurens     | Yamaha          | +2:55.32 |      |
| 23   | Karl-Thomas Grässel | Yamaha          | +2:55.79 |      |
| 24   | Eero Hyvärinen      | Yamaha          | +3:16.23 |      |
| Ret  | Paolo Pileri        | Morbidelli      | Ret      |      |
| Ret  | Leif Gustafsson     | Yamaha          | Ret      |      |
| Ret  | Richard Hubin       | Yamaha          | Ret      |      |
| Ret  | Tom Herron          | Yamaha          | Ret      |      |
| Ret  | Jean-François Baldé | Kawasaki        | Ret      |      |

## Resultados 50cc
El piloto español de Bultaco, Ricardo Tormo se convierte en el nuevo campeón mundial de la categoría de 50cc. Su único rival era el italiano Eugenio Lazzarini salió disparado en el inicio e la carrera pero tuvo que abandonar. El italiano Claudio Lusuardi y el holandés Henk van Kessel completaron el podio de esta Gran Premio.
| Pos. | Piloto             | Moto     | Tiempo     | Pts. |
| ---- | ------------------ | -------- | ---------- | ---- |
| 1    | Ricardo Tormo      | Bultaco  | 38:47.11   | 15   |
| 2    | Claudio Lusuardi   | Bultaco  | +2:24.29   | 12   |
| 3    | Henk van Kessel    | Sparton  | +2:46.19   | 10   |
| 4    | Enrico Cereda      | DRS      | +2:46.77   | 8    |
| 5    | Reiner Scheidhauer | Kreidler | +2:47.28   | 6    |
| 6    | Aldo Pero          | Kreidler | +3:18.51   | 5    |
| 7    | Luigi Rinaudo      | Tomos    | +3:42.61   | 4    |
| 8    | Patrick Plisson    | ABF      | +3:50.05   | 3    |
| 9    | Zbyněk Havrda      | Kreidler | +3:51.59   | 2    |
| 10   | Wolfgang Müller    | Kreidler | +4:23.98   | 1    |
| 11   | Ingo Emmerich      | Kreidler | +4:24.57   |      |
| 12   | Cees van Dongen    | Kreidler | +4:36.71   |      |
| 13   | Daniel Corvi       | Kreidler | +4:38.70   |      |
| 14   | Chris Baert        | Kreidler | +4:51.86   |      |
| 15   | Bruno di Carlo     | Kreidler | +5:11.73   |      |
| 16   | Wolfgang Glawaty   | Kreidler | +5:30.71   |      |
| 17   | Otto Machinek      | Kreidler | +1 Vuelta  |      |
| 18   | Ove Skifjeld       | Kreidler | +1 Vuelta  |      |
| 19   | Henrique Sande     | Kreidler | +1 Vuelta  |      |
| 20   | Otto Krmicek Jr.   | Kreidler | +2 Vueltas |      |
| Ret  | Stefan Dörflinger  | Kreidler | Ret        |      |
| Ret  | Eugenio Lazzarini  | Kreidler | Ret        |      |
| Ret  | Hagen Klein        | Kreidler | Ret        |      |
| Ret  | Pierre Dumont      | Kreidler | Ret        |      |
| Ret  | Rolf Blatter       | Kreidler | Ret        |      |
| Ret  | Hans-Jürgen Hummel | Kreidler | Ret        |      |
| Ret  | Günter Schirnhofer | Kreidler | Ret        |      |
| Ret  | Theo Timmer        | Kreidler | Ret        |      |